# Walther PPQ

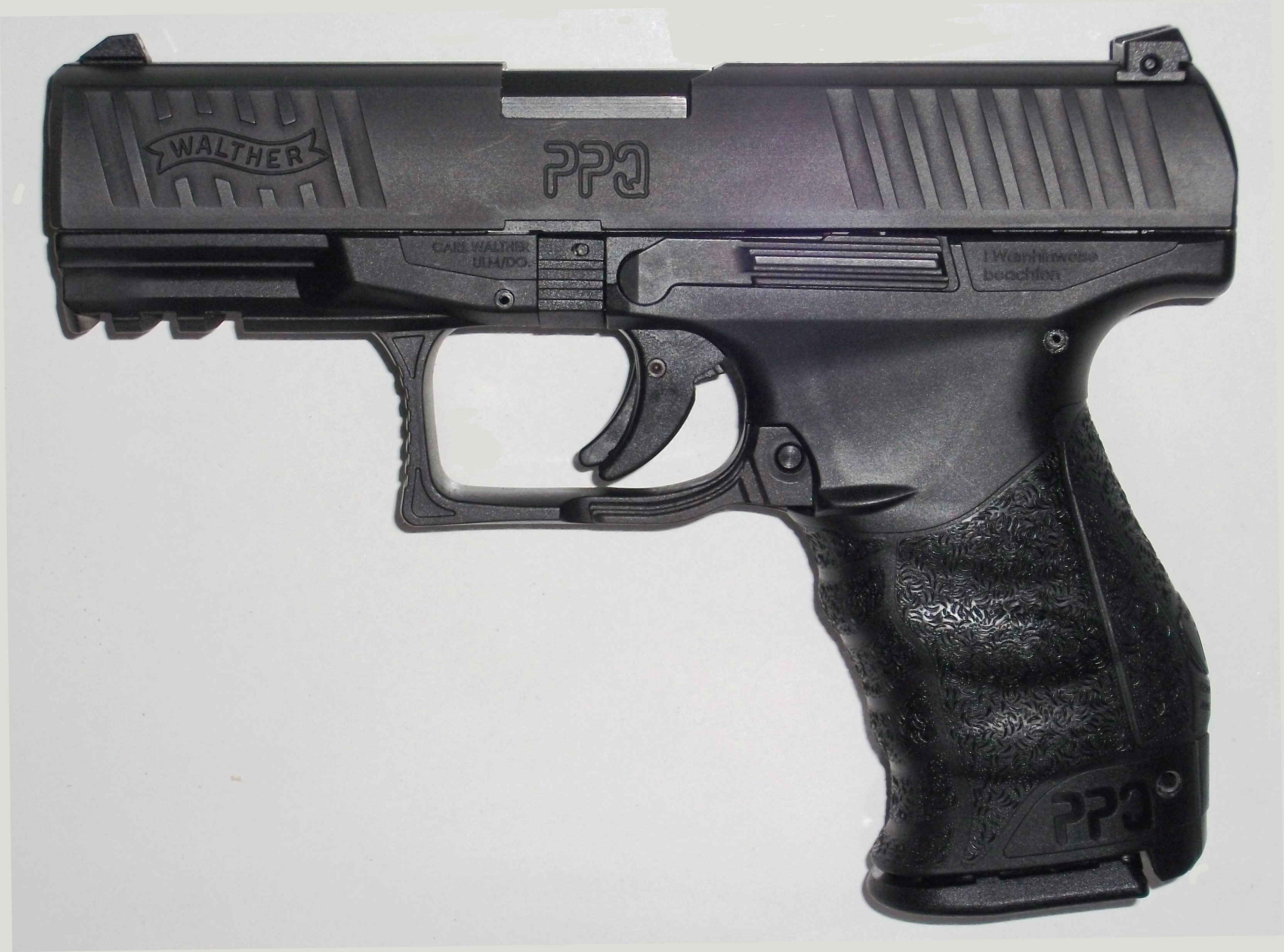
Een Walther PPQ

De Walther PPQ is een semiautomatisch pistool dat gefabriceerd werd vanaf 2011 tot en met 2021 door Carl Walther GmbH Sportwaffen. De afkorting PPQ staat voor Polizeipistole Quick Defence.
Het pistool is ontworpen voor politie- en beveilingsdiensten, maar wordt ook regelmatig gebruikt voor airsoft. Het was verkrijgbaar in 9×19 mm Parabellum, 9×21 mm, .40 S&W en .45 ACP-kalibers.
De PPQ lijkt sterk op de P99Q-NL die wordt gebruikt door de Nederlandse politie, al zijn er enkele kleine verschillen zoals het ontbreken van een opening in de sluitkap die te allen tijde aan de schutter de spanningstoestand van de slagpin toont.
In 2021 maakte Walther bekend dat de productie van de PPQ wordt beëindigd en wordt opgevolgd door de Walther PDP.